# 中村明彥
中村明彥（1990年10月23日—）是日本田徑運動員，曾代表國家參加2012年倫敦奧運的男子400公尺跨欄比賽以及2016年里約奧運的男子十項全能比賽，但未能獲獎。

## 外部連結
- 中村明彥在的頁面